# Tipula (Eremotipula) utahicola
Tipula (Eremotipula) utahicola is een tweevleugelige uit de familie langpootmuggen (Tipulidae). De soort komt voor in het Nearctisch gebied.